# Acroclita klimeschi
Acroclita klimeschi is een vlinder uit de familie bladrollers (Tortricidae). De wetenschappelijke naam is voor het eerst geldig gepubliceerd in 1985 door Diakonoff.
De soort komt voor in Europa.